# Volker Sieber
Volker Sieber (* 1970) ist ein deutscher Chemiker und Universitätsprofessor. Seit 2008 leitet er den Lehrstuhl Chemie Biogener Rohstoffe am TUM Campus Straubing für Biotechnologie und Nachhaltigkeit der Technischen Universität München (TUM). Volker Sieber ist Gründungsrektor des TUM Campus Straubing.

## Leben
Volker Sieber studierte von 1990 bis 1995 Chemie an der Universität Bayreuth und Biochemie an der University of Delaware in den USA. Nach seiner Promotion bei Prof. Franz X. Schmid zum Thema „Entwicklung eines evolutiven Verfahrens zur Erhöhung der Stabilität von Proteinen“ arbeitete Sieber zunächst als Forschungsstipendiat am California Institute of Technology in Pasadena bei Prof. Frances H. Arnold (Nobelpreis 2018) an der Optimierung von industriell relevanten Enzymen. Nach einem Intermezzo bei McKinsey & Company in Stuttgart war Volker Sieber von 2001 bis 2008 in der chemischen Industrie (Degussa, Süd-Chemie) in verschiedenen Positionen tätig. Seit Ende 2008 ist Sieber Ordinarius an der TUM. Seit 2009 hat Sieber einen Institutsteil der Fraunhofer-Gesellschaft in Straubing leitend aufgebaut.

## Forschungsschwerpunkte
Volker Siebers Arbeitsgebiet liegt im Wesentlichen im Bereich der Grünen Chemie. Sie umfasst die Entwicklung und Bewertung von chemischen und biotechnologischen Verfahren zur stofflichen Umwandlung von nachwachsenden Rohstoffen für Biotreibstoffe, Plattformchemikalien, Fein- und Spezialchemikalien sowie sog. Bioactives (Pharma, Ernährung). Siebers Fokus liegt dabei auf der Chemischen Biotechnologie. Hierzu entwickelt er mit mikrobiologischen, molekularbiologischen und biochemischen Methoden neue Biokatalysatoren (Enzyme, Zellen oder Mikroorganismen) und kombiniert diese mit chemischen Katalysatoren in Kaskadenreaktionen. Siebers Methodenschwerpunkte liegen in der Molekularbiologie, Enzymtechnologie, Proteinchemie, Enzymengineering, Analytik und Fermentation. Ein weiterer Forschungsschwerpunkt von Sieber ist es, bioabbaubare, biogene Polymere als Alternativen zu fossil-basierten Polymeren zu entwickeln.

## Preise, Auszeichnungen und Gremien
- Honorary Professor der University of Queensland (seit 2017)
- Gründungsmitglied des Sachverständigenrats für Bioökonomie Bayern (seit 2015) und dessen Sprecher von 2018 bis 2020
- Prodekan der TUM School of Life Sciences Weihenstephan (2014–2017)
- Stellvertretender Direktor des Wissenschaftszentrum Straubing (2013–2017)
- Mitgründungsdirektor des TUM-Forschungszentrums für Weiße Biotechnologie (2011–2014)
- Gutachter für verschiedene Stiftungen

Volker Sieber wurde im November 2017 zum ersten Rektor des neuen TUM Campus Straubing für Biotechnologie und Nachhaltigkeit ernannt. 2019 war Sieber Sprecher des Kompetenzzentrums für Nachwachsende Rohstoffe (KoNaRo) in Straubing. 2020 ist Sieber von Hubert Aiwanger, Bayerischer Staatsminister für Wirtschaft, Landesentwicklung und Energie, zum Sprecher für das Cluster Industrielle Biotechnologie ernannt worden, einem der 17 Bayerischen Innovationscluster.

## Patente (Auswahl)
- V. Sieber, F. X. Schmid (1998) A bacteriophage infectivity assay for rapid screening of proteins to identify variants with increased stability. DE 19980302
- F. H. Arnold, V. Sieber, J. H. Zhang (2002) Production of functional hybrid genes and proteins. WO2001030998
- V. Sieber (2003) Method for producing gene libraries. WO2002068634
- A. Koltermann, U. Kettling, V. Sieber (2010) Process for cell-free production of chemicals. WO2010076305
- V. Sieber, A. Pick, B. Rühmann (2012) Biosynthetic pathway for the production of alcohols or amines. WO2012127057
- V. Sieber, B. Beer, A. Pick (2019) Process for enzymatic oxidation of linear carbohydrates. WO2019057850

## Publikationen (Auswahl)
- P. N. Stockmann, D. Van Opdenbosch, A. Poethig, D. L. Pastoetter, M. Hoehenberger, S. Lessig, J. Raab, M. Woelbing, C. Falcke, M. Winnacker, C. Zollfrank, H. Strittmatter, V. Sieber: Biobased chiral semi-crystalline or amorphous high-performance polyamides and their scalable stereoselective synthesis. In: Nature Communications. Band 11, Nr. 1, 2020, S. 1–12.
- C. Nowak, A. Pick, P. Lommes, V. Sieber: Enzymatic Reduction of Nicotinamide Biomimetic Cofactors Using an Engineered Glucose Dehydrogenase – Providing a Regeneration System for Artificial Cofactors. In: ACS Catalysis. Band 7, 2017, S. 5202–5208.
- J. M. Sperl, J. M. Carsten, J.-K. Guterl, P. Lommes, V. Sieber: Reaction Design for the Compartmented Combination of Heterogeneous and Enzyme Catalysis. In: ACS Catalysis. Band 6, Nr. 10, 2016, S. 6329–6334.
- J. Reiter, H. Strittmatter, L. O. Wiemann, D. Schieder, V. Sieber: Enzymatic cleavage of lignin beta-O-4 aryl ether bonds via net internal hydrogen transfer. In: Green Chemistry. Band 15, 2013, S. 1373–1381.
- V. Sieber, C. A. Martinez, F. H. Arnold: Libraries of hybrid proteins from distantly related sequences. In: Nature Biotechnology. Band 19, 2001, S. 456–460.
- V. Sieber, A. Plückthun, F. X. Schmid: Selecting proteins with improved stability by a phage-based method. In: Nature Biotechnology. Band 16, 1998, S. 955–960.